# رشته‌کوه اورگان کوست
رشته‌کوه اورگان کوست (به انگلیسی: Oregon Coast Range) یک رشته‌کوه در ایالات متحده آمریکا است که در شهرستان پولک، اورگن واقع شده‌است. رشته‌کوه اورگان کوست ۱٬۲۵۰٫۰ متر بالاتر از سطح دریا واقع شده‌است.